# Błażej Kaczorowski
Błażej Kaczorowski (* 8. August 1983 in Danzig) ist ein polnischer Politiker der Polska Partia Piratów, der polnischen Piratenpartei.

## Politische Laufbahn
Kaczorowski war Gründungsvorsitzender der Polska Partia Piratów, die 2009 wegen formaler Fehler ihre Registrierung als Partei verlor, danach eingeschränkt politisch aktiv war und im Januar 2013 erneut registriert wurde.
Seit der Neugründung ist er Mitglied im Schiedsgericht der Partei.

## Privates
Kaczorwski studierte an der Technischen Universität Danzig. Hauptberuflich war er ab Oktober 2009 als Programmierer und SAP-Berater bei Logika Systemy Technologia (LST Sp. z o.o. ) mit Sitz in Sopot tätig.